# Hockey Club Asiago 1998-1999
Questa pagina contiene i dati relativi alla stagione hockeystica 1998-1999 della società di hockey su ghiaccio HC Asiago.

## Piazzamento
- Campionato: 5° in serie A1.
- Competizioni europee: 9° in Alpenliga.

## Roster
- Mike Torchia
- Gianfranco Basso
- Jean Baptiste Dell'Olio
- Dominic Perna
- Aleksander Vasylevsky
- Stefano Frigo
- Joe Bianchi
- Valentino Vellar
- Giampiero Longhini
- Marco Mosele
- Michele Strazzabosco
- Brett Colborne
- Gianluca Schivo
- Mikael Tjallden
- Franco Vellar
- Micheal Mongeau
- Carmine Vani
- Luca Rigoni
- Christian Proulx
- John Bossio
- Agostino Casale
- Cory Laylin
- Trevor Gallant
- Reggie Savage
- Anthony Iob
- Joe Ciccarello

### Allenatore
Bruno Baseotto e Bob Manno